# Catalauniscus bolivari
Catalauniscus bolivari är en kräftdjursart som först beskrevs av Arcangeli 1935.  Catalauniscus bolivari ingår i släktet Catalauniscus och familjen Trichoniscidae.

## Underarter
Arten delas in i följande underarter:
- C. b. curvatum
- C. b. bolivari